# Xã Kolls, Quận Jones, South Dakota
Xã Kolls (tiếng Anh: Kolls Township) là một xã thuộc quận Jones, tiểu bang Nam Dakota, Hoa Kỳ. Năm 2010, dân số của xã này là 13 người.